# Assentaments precolombins a Santiago de Xile
La vall on se situa actualment la ciutat de Santiago, que correspon al territori entre la riba nord del riu Mapocho i la riba sud del Maipo, ha tingut una llarga ocupació humana des de fa milers d'anys.

## Història

### Arribada de l'ésser humà a Amèrica
L'última glaciació (glaciació wisconsiana) creà un pont entre Àsia i Amèrica del Nord, a través de l'estret de Bering i entre Tasmània (Austràlia) i Amèrica del Sud. Per aquests gels diversos grups humans degueren migrar seguint els mamífers que caçaven o pescaven.
Hi ha diverses teories sobre el poblament americà: la més acceptada n'és la de Paul Rivet, que planteja l'arribada a Amèrica des de diversos llocs:
- Des d'Àsia a través de l'estret de Bering.
- Des d'Austràlia, travessant el sud de l'oceà Pacífic per un pont antàrtic, i arribant a Sud-amèrica.
- Des de la Polinèsia i Melanèsia, travessant el Pacífic amb basses, i poblant Centreamèrica.

Amb el temps, aquests habitants es transformaren en diversos grups que van poblar Xile de nord a sud.
D'acord amb això i per estudiar la prehistòria de Xile central, els arqueòlegs han establert tres unitats morfologicoambientals en funció dels recursos de subsistència i les possibilitats complementàries que ofereixen a la població i a l'assentament humà. Aquestes són:
- La serralada i precordillera.
- La vall central.
- El litoral costaner.

Cal recordar que el nivell marítim estava 150 m més baix fa 10.000 anys. Moltes restes costaneres en aquests moments estan sota el nivell del mar.

### Període arcaic d'Amèrica
Presència de caçadors recol·lectors avançats: 6000 ae- 2500 ae.
Es creu que a la conca de Santiago s'establiren els primers grups humans prop del 10000 ae, i devien ser sobretot nòmades caçadors recol·lectors, que transitaven des del litoral cap a l'interior cercant guanacs durant l'època del desglaç a la serra. Prop de l'any 800, s'hi instal·laren els primers habitants sedentaris a causa de la formació de comunitats agrícoles vora el riu Mapocho, que conreaven fesols, creïlles i dacsa, i la domesticaren els auquènids de la zona.

### Període agroterrissaire primerenc
Diversos grups humans arribaren per distintes vies a la vall central.

#### Tradició Bato
Des de l'altiplà brasiler hi arribà un grup que travessà la serralada enfront de la vall central.
Durant les construccions de la zona de La Dehesa s'hi detectaren alguns jaciments arqueològics que corresponien a ocupacions monocomponents amb un o més cementeris del període agroterrissaire primerenc i en concret a la denominada tradició Bato.
La rellevància d'aquestes troballes rau que modifiquen notòriament la visió d'un patró d'assentament amb una orientació sobretot costanera per a la tradició Bato i confirmen un patró per a les seues pràctiques mortuòries, que es diferencien clarament de les de la cultura Llolleo.
D'aquest període també s'han trobat túmuls rocosos o “cases de pedra”, a la vora i interior de la preserralada, com a La Dehesa i El Arrayán de la conca del Mapocho, o Estero Cabeza de León o El Manzano, al Cajón del Maipo. A la conca de Santiago predominen els llocs Bato sobre els Llolleo.
Al sector de Puente Ñilhue es trobà un túmul funerari, probablement de la cultura Bato, al 2012.

#### Cultura Llolleo
La cultura Llolleo, malgrat ser contemporània a la tradició Bato, tingué una representació més costanera. Pocs centres Llolleo s'han descobert a la vall de Santiago. No n'hi ha hagut una política de protecció adequada i molts se n'han trobat en les construccions noves però ocultades a l'autoritat per temor que se'n ajornen les obres per implicacions arqueològiques. La ceràmica Bato és clàssica i originà les ceràmiques presents en grups posteriors.
Una de les troballes Llolleo fou un antic cementeri indígena, que dataria d'almenys sis segles abans de la fundació de Santiago, al 1541. Aquesta troballa aparegué mentre es construïa el metro de l'avinguda de Pedro de Valdivia, amb el carrer Europa, a la comuna de Providencia. En correspondrien a un cementeri de la cultura Llolleo, que habità la conca de Santiago entre els anys 0 i 900 de, sis segles abans que els inques i els espanyols s'instal·laren a la regió. Al lloc de la troballa es construirà el primer memorial a la cultura Llolleo de Santiago.
Altres dos jaciments es trobaren mentre es construïa l'edifici nou d'El Mercurio, als peus del turó manquehue, a la riba nord del riu Mapocho, i a Quinta Normal, a la riba sud, als voltants del que hui és el parc Quinta Normal de la ciutat de Santiago. Si bé tots dos en podrien ser residencials, El Mercurio presenta a més 36 tombes amb aixovar i ofrena. La Quinta Normal, d'altra banda, es compon de diversos sectors els límits dels quals no són clars.

### Període agroterrissaire tardà
Amb el nom de cultura Aconcagua es coneix una cultura neolítica tardana (en la denominació global) o període agroterrissaire tardà (en la denominació regional) que visqué a l'actual zona del territori xilé compresa entre els rius Aconcagua pel nord, especialment l'anomenada vall de l'Aconcagua, i el Cachapoal pel sud, aproximadament entre els anys 900 i 1536, quan ocorregué la invasió espanyola. A la zona litoral central de Xile, s'estenia a la zona compresa per Algarrobo, El Quisco, Llolleo, El Tabo, Las Cruces, Rocas de Santo Domingo, Cartagena i l'àrea d'El Convento i Teules Verdes.
Des de 1964 ha aparegut material arqueològic a la zona de la Dehesa, al sector nord-est de Santiago. En tasques de recol·lecció de la Dehesa es trobà ceràmica negra polida i Aconcagua salmó, fusaioles, grans de collaret, cinc tembetá amb forma discoidal amb aletes, cilíndrica curta i de socó, tres orelleres, 10 fragments de tubs de pipa i una pipa fragmentada descrita com "típicament araucana"

### País promaucae i domini inca

#### Chiquillanes

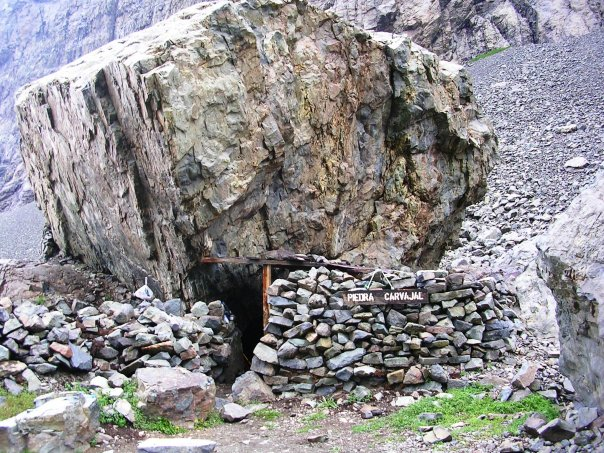
Casa pedra Carvajal al Santuari de la natura Yerba Loca

Els chiquillanes eren un poble indígena nòmada que habitava les zones muntanyenques de l'actual territori de Xile, entre els Andes i Chillán i, en especial, l'actual província argentina de Mendoza. Eren caçadors i recol·lectors; s'alimentaven principalment de guanacs i n'usaven la pell per a tendals i vestuari. Es té molt poca informació sobre aquestes bandes. Aquest poble es trobava molt unit amb els pehuenches, que en aquesta època encara no estaven maputxitzats. Aquest contacte era important tot i territorialment estaven segregats en petites comunitats de no més de 100 individus. Eren nòmades: anaven a diferents paratges segons l'època de l'any. Practicaven l'infanticidi femení. A més en èpoques de primavera robaven dones i aliments als picunxes.

### Promaucaes

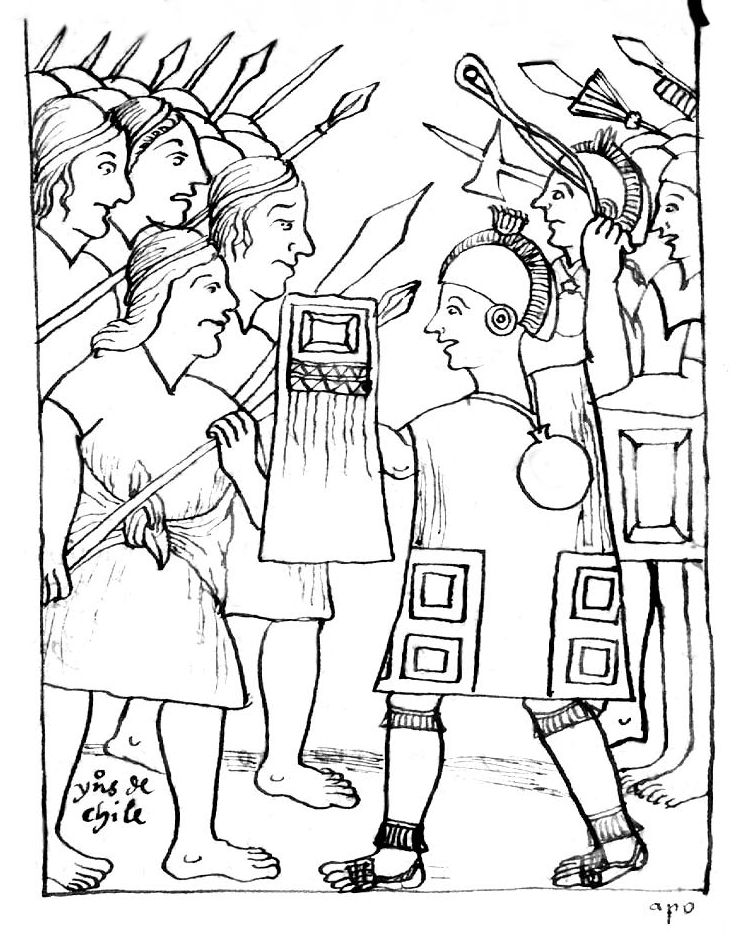
Representació de Guamán Poma de Ayala sobre un enfrontament entre un grup d'indígenes de l'actual Xile (esquerra) i el capità Apu Camac Inca

Els inques denominaren els indígenes de la vall Central gent salvatge, mecanisme prou usat pels imperis a l'hora de conquistar pobles. Si són salvatges un els fa un favor en conquistar-los.
Els llogarets establerts a la zona pertanyien a grups picunxes (mapudungun: Pikun: 'nord' i Che: 'gent') o promaucaes (quítxua: 'gent salvatge'), sotmesos a l'Imperi Inca des de finals del s. XV i primeria del s. XVI. Els inques establiren a la vall alguns mitimaes, i el principal en fou un instal·lat al centre de l'actual ciutat, santuaris com la huaca de Chena i el del turó El Plom.La zona hauria servit com a base per a les expedicions inques cap al sud i com a nus viaris del camí de l'Inca, que està confirmat en l'actual traçat de camí als Andes, Colina, Av. Independència, carrer Puente, passeig Ahumada, carrer Arturo Prat, Av. José Miguel Carrera, camí a Nós, i carretera 5 sud. Al lloc que hui ocupa l'estació Mapocho era el tambo de la zona. Des d'ací i seguint l'av. Andrés Bello, av. Providencia, Apoquindo, camino Farellones, Corral Quemado, fins a l'actual mina La Disputada en Las Condes, era el camí inca anomenat camí de les Mines, sobre el qual s'estengué l'ocupació posterior espanyola de la zona est de Santiago.

#### Ciutat inca sota Santiago de Xile
L'alineació de la plaça de Armas, el turó Santa Lucía i turó El Abanico, amb l'eixida del sol durant el solstici d'estiu, i el turó San Cristóbal, que talla el perfil d'El Plomo-Littoria durant el solstici d'hivern, és un fet físic, concret i indiscutible.
| «                                               | "El que em cridava l'atenció és per què Valdivia s'enganyà en posar la plaça on no és el centre; l'havia d'haver posat al mig: així és en totes les ciutats; bé, és que no la posà ell, la plaça ja existia, es deia "Kancha", i era inca, i abans dels inques ja era un sector cerimonial per aquestes alineacions calendàriques. Santiago en el fons no té 500 años, Santiago té 2.000 anys d'antiguitat"..."Pedro de Valdivia no la descobrí, perquè sabia que venia ací, sabia ja a l'eixida de Cusco que hi havia ací un poblat que era centre administratiu inca a la vall (…) A més hi venia com a ajudant Pedro Gómez de Don Benito que havia vingut amb (Diego de) Almagro sis anys abans i havia passat per Santiago". | » |
| — Investigador Alexis López Tapia a El Mercurio | |   |

L'investigador Rubén Stehberg del Museu i Gonzalo Sotomayor de la Universitat Andrés Bello reuniren les proves de les recerques presentades al 1976, més documents històrics, i a això afegiren noves evidències que sota el nucli vell de Santiago es trobava la Tawantinsuyu inca en el curs mitjà dels rius Mapocho i Maipo.
L'ocupació tenia reis i autoritats al llarg de les valls fins a arribar a Mapocho, però els haurien mort durant la conquesta de Diego d'Almagro. La ciutat inca de Mapocho la comparava, segons escrits demostrats en l'estudi, amb una altra versió de Cuzco, un lloc on prosperava la mineria i l'agricultura. S'evidencia llavors que Pedro de Valdivia realment no fundà Santiago, sinó que anà directament a poblar-la i prendre'n possessió.

#### Expulsió dels huaicoches
En prendre Santiago el 1541, Pedro de Valdivia llevà les terres del Iongko Huara Huara i els de Guampilla, Roquingua, Vichato, Polobanda i Biticuna.
Prengueren la terra dels indis huaicoches (del quítxua: wayqu, 'congost' i mapudungun che, 'gent'; 'gent del congost') que tenien les seues propietats a les terres situades a la riba del Mapocho, i les denominaren La Dehesa del Rey. Els huaicoches, després del desallotjament, els dugueren a Tango, després a Peñalolén, i finalment els agruparen al poble d'indígenes d'Apoquindo.
Després de l'11 de setembre de 1541 els portaren a les terres de Pirque, que anomenaren "terres del Principal d'Indis Huara Huara", conegudes ara com El Principal.

#### Lonko Vitacura (Butacura)
En el sector de l'est del riu Mapocho, fins als vessants de la serralada, hi ha diversos assentaments indígenes independents entre si i regits cadascú per un cacic.
Els noms de les comunes, avingudes i carrers es conserven des de llavors: com el del cacic Vitacura (o Butacura en mapudungun, Buta Grande i Cura Piedra). Vitacura era el mitimae encarregat d'enviar l'or recollit al Cuzco; però, a l'arribada de Diego d'Almagro suspengué aquesta labor i l'enterrà en alguna part del seu feu.

#### Apoquindo, Mayecura i Huara Huara
Al curaca Huara Huara pertanyia el territori de La Dehesa i Las Condes. El Lonco Vitacura o Butacura n'era el principal de la comarca, als voltants del turó San Luis a la riba del Mapocho. Els cacics subalterns que tenien terres properes a l'indret, i fins i tot a la riba nord del Mapocho eren Polobanda, Pujalongo, Perimalongo, Tongui, Catalonde, Longopilla: d'aquest darrer depenien Trinquimanquí i Gualtilina. Vitacura degué ser un emprenedor perquè feu, dins de totes les seues obres, un canal per regar Conchalí. El canal és encara visible al sector de La Piràmide.
Vitacura visqué en pau amb els invasors espanyols alguns anys fins que l'assassinaren. Els seus súbdits foren traslladats a Quillota, i restà el mas del Turó San Luis despoblat.
Hi ha una llegenda sobre Vitacura, sobre l'enterrament de 800 kg d'or en la comuna de Vitacura. En l'època, els indis sotmesos a l'autoritat de l'inca pagaven un tribut en espècies que periòdicament era enviat al centre de l'imperi. Quan l'expedició de Diego d'Almagro arribà a Xile, al 1535, es trobà amb la famosa tramesa, en aquell temps 14 arroves de teules d'or equivalents a 161 kg d'or: les confiscaren els espanyols. Des de llavors, no es tornà a enviar el tribut a Perú, però els representants de l'inca a Xile ho cobraven puntualment. Es calcula que arriba a uns 800 kg d'or i es creu que Vitacura, que representava l'autoritat de l'inca al territori, l'amagà en algun lloc,
causa probable del seu assassinat.
| «                            | “És possible que el fabulós tresor es trobe enterrat a les terres de Vitacura i no fora estrany que aquest secret haja estat l'autèntica causa de l'assassinat del dissortat cacic.” | » |
| — Historiador Carlos Larraín | |   |

#### Poble d'indis
El poder (i amb això els abusos) dels invasors cresqué a mesura que el domini espanyol s'hi accentuava. Fins a 1580 les terres maputxes membres de Lof o Ayjarewe tenien un reconeixement tàcit de la seua independència; però la pèrdua de les seues terres, els trasllats forçosos a altres zones, la imposició d'altres cultures, l'alta mortalitat per les pestes i les fugides constants i massives a altres regions feren perdre aquest reconeixement. Molts indígenes foren finalment reduïts als pobles d'indis.

Per a això es dicta la taxa de Gamboa, pregonada a Santiago el maig del 1580 pel governador Martín Ruiz Gamboa, fent cada vegada més difícil l'existència dels pobles d'indis, per a la qual cosa disposà que entre el riu Choapa i el Maule:
| «                | “.. ordene i mane que els espanyols que siguen corregidors d'aquests districtes reduïsquen a pobles aquests indis perquè visquen plegats i ordenats políticament....“que el corregidor i els cacics i senyors principals del seu districte trien la comarca i terra de què cal parlar, tenint consideració que siguen saludables i fèrtils i abundants de fruit, i manteniments de bona terra per sembrats i collites, i de pastures per criar ramats, i de muntanya i arbrats i de bona aigua...” Triat el lloc, s'ordenava dur la població a llocs “que tinguen aires lliures, especialment del nord, i edificables a la riba de qualsevol riu, siga de l'est, de manera que eixint el sol de primer al poble que en l'aigua, i donaran i repartiran als pobladors solars i prou terres, i faran que edifiquen i facen ses cases... i que sembren per a ells i per als tributs... i que sembren per a la comunitat” | » |
| — Tasa de Gamboa | |   |

Amb això els indígenes perderen la llibertat de moviment i l'ús de la terra. Aquests pobles d'indis foren la base de l'inquilinatge gairebé feudal de Xile durant els següents segles, que incloïen fins i tot el ius primae noctis..